# Łom Karmelicki

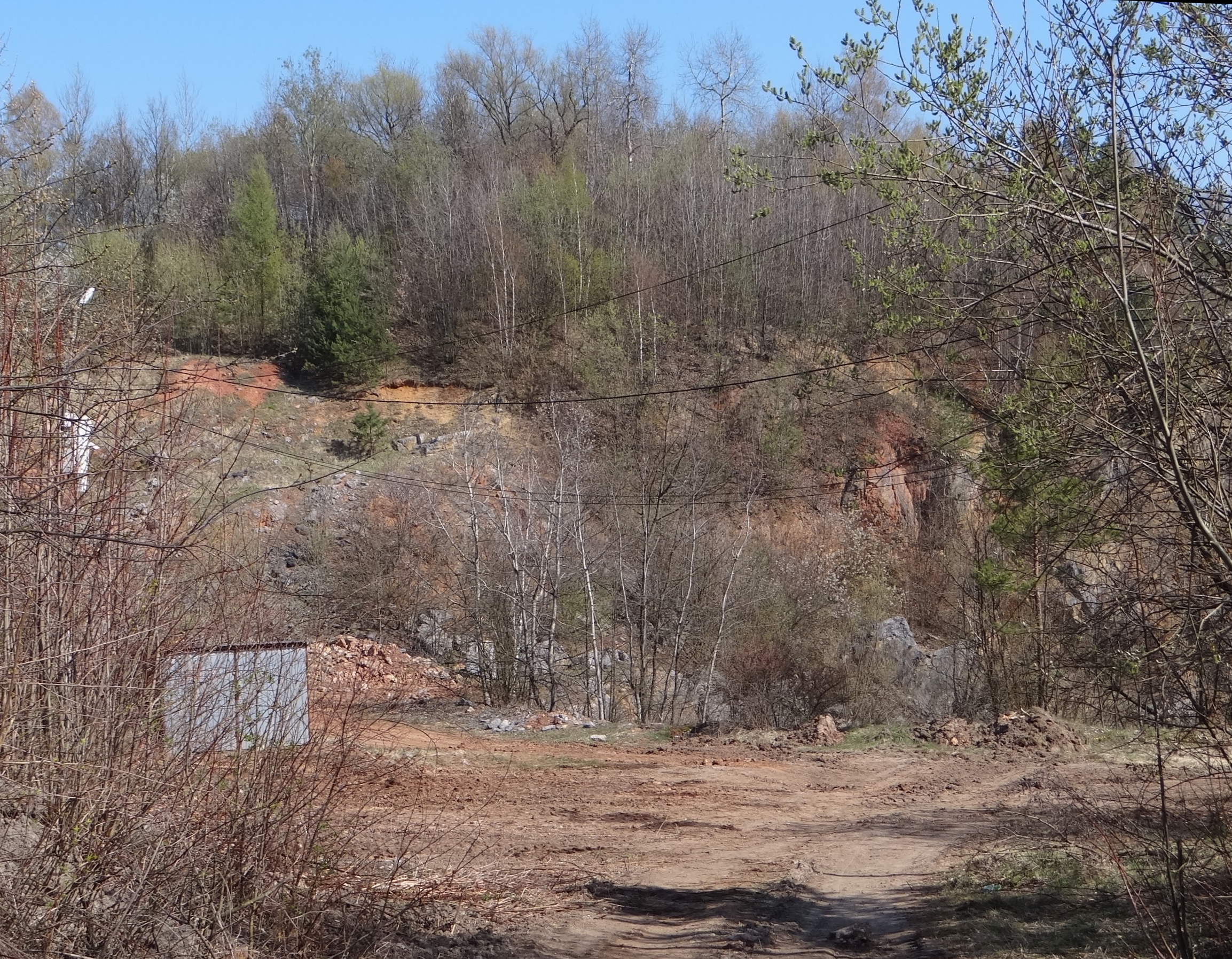

Łom Karmelicki lub Kamieniołom Karmelicka Góra – nieczynny kamieniołom we wsi Dębnik, w województwie małopolskim, w powiecie krakowskim, w gminie Krzeszowice. Znajduje się na Wyżynie Olkuskiej, będącej częścią Wyżyny Krakowsko-Częstochowskiej.
Po raz pierwszy w piśmiennictwie wzmianki o wapieniach w tych okolicach pojawiają się już w 1415 roku, przy okazji poszukiwania rud ołowiu przez dziedzica Trzebini, Mikołaja Kesingera. W 1610 r. kamieniarze Bartłomiej Stopano i Szymon Spadi wydzierżawiają łomy Czarna Góra i Biała Góra. W łomach dębnickich wydobywany jest wapień dębnicki zwany czarnym marmurem. Mistrzowie rzeźbiarscy tworzą z niego ołtarze w klasztorze karmelitów bosych w Czernej, w katedrze wawelskiej, kościele Mariackim w Krakowie, na Jasnej Górze w Częstochowie i Zamku Królewskim w Warszawie. W 1661 r. król Jan Kazimierz wydaje przywilej swobodnego sprzedawania czarnych marmurów dębnickich i zaczyna się ich złoty okres. Na stokach Czerwonej Góry i Łysej Góry powstaje kilka łomów. W 1788 r. wydzierżawia je król Stanisław August Poniatowski za 4000 zł rocznie. Po utracie niepodległości stają się one własnością zaborcy austriackiego. W 1811 r. odwiedzający Dębnik Jan Ursyn Niemcewicz pisze: kamieniołomy są zaludnione mnóstwem najużyteczniejszych rzemieślników.
Karmelicki Łom to jeden z wielu kamieniołomów w tych okolicach. Znajduje się na wschodnim krańcu wsi na wzniesieniu Karmelickiej Góry. Zaraz po jego północnej stronie znajdują się dwa kamieniołomy Dębnik. Początkowo ręcznie wydobywano w nim wapienie dębickie. W latach dwudziestych XIX w. łom podupadł. Po roku 1918 eksploatowany był przez Zakłady Terrabona i Terazzo „Schmaeidler” z Krzeszowic, Zakład Artystyczno-Kamieniarski braci Trębeckich z Krakowa, „Marmorea” z Katowic. W roku 1947 upaństwowiono go. Wydobycie w Łomie Karmelickim spadło, zaś w pobliżu otwarto nową, dużą Kopalnię Odkrywkową Dolomitów Dubie, w której wydobywa się dolomity metodą wybuchową.
Karmelicki Łom jest ciekawym obiektem badań dla geologów. Znalazł się na liście 149 polskich geostanowisk kandydujących na ich europejską listę. Powinien być chroniony jako pomnik przyrody i stanowisko dokumentacyjne. Prowadzi obok niego geologiczna ścieżka dydaktyczna.

## Szlak turystyczny
czerwona, geologiczna ścieżka dydaktyczna. Od parkingu w Dubiu obok kamieniołomu w Dubiu, dnem wąwozu Zbrza, obok Łomu Karmelickiego, Kamieniołomu Dębnik i Łomu Hrabskiego do dna doliny. 5 przystanków.